# شهرستان کوش-آغاچسکی
شهرستان کوش-آغاچسکی (به لاتین: Kosh-Agachsky District) یک شهرستان در روسیه است که در جمهوری آلتای واقع شده‌است.